# هوهانس باباخانیان
هُوْهانِس گراسیمی باباخانیان (ارمنی: Հովհաննես Գերասիմի Բաբախանյան؛ انگلیسی: Hovhannes Babakhanyan) یک بازیگر، خواننده، نقاش و آهنگساز اهل ارمنستان است. وی از سال ۱۹۸۹ میلادی تاکنون مشغول فعالیت بوده است.

## زندگی‌نامه
وی برندهٔ جوایزی همچون هنرمند افتخاری جمهوری ارمنستان (۲۰۰۶) شده است.

## فیلم‌ها و مجموعه‌های تلویزیونی
از فیلم‌های او می‌توان به موارد زیر اشاره کرد:
- اتوبوس
- رومئو و جولیت
- خولیوس سزار
- مکبث
- من و من
- Mama-Mia

## یادداشت
1. ↑  Mari Msryan
2. ↑  Lia, Ella, Gor
3. ↑  Gerasim Babakhanyan, Tamara Gevorgyan